# 元莒犁
元莒犁（？—530年），河南郡洛阳县（今河南省洛阳市东）人，魏献文帝拓跋弘孙女，假黄钺、侍中、太师、领司徒、都督中外诸军事、彭城武宣王元勰庶女，魏孝庄帝元子攸姐姐，封为寿阳公主。

## 生平
永安年间，元莒犁嫁给逃到北魏的萧综。元莒犁容色美丽，萧综非常尊敬她，和元莒犁说话，常自称下官。永安三年（530年），尔朱兆攻进洛阳，萧综放弃齐州北逃。当时尔朱世隆专权，命人把元莒犁带到洛阳，尔朱世隆欺凌逼迫元莒犁，元莒犁大骂：“胡狗，你敢羞辱天王的女儿吗！我宁愿被剑杀死，也不受逆胡污辱。”尔朱世隆大怒，用绳索将元莒犁勒死。普泰末年，北魏朝廷派遣黄门郎鹿悆监护萧综的丧事，与元莒犁合葬于嵩山。

## 其他
元莒犁曾经在行进时违反了封路的法令，手拿赤棒的士卒喊她也停不下来，御史中尉高道穆命令士卒砸破了元莒犁的车。元莒犁深切痛恨高道穆，哭着在魏孝庄帝面前告他。魏孝庄帝对元莒犁说：“高中尉是清廉正直的人，他的行为是为了公事，怎么可以私人恩怨责罚他。”高道穆后来见到魏孝庄帝，魏孝庄帝说：“有一天我姐姐在路上行进犯法，为此非常惭愧。”高道穆脱下帽子道歉说：“臣蒙陛下的恩情，守陛下的法令，不敢单独为了公主损害朝廷的的规章制度，为此辜负陛下。”魏孝庄帝说：“我有愧于您，您何必向我谢罪！”

## 兄弟姐妹
- 宁陵公主
- 元子直，北魏持节、督梁州诸军事、冠军将军、梁州刺史、陈留王
- 元劭，北魏无上王，追尊魏孝宣帝
- 元楚华，北魏光城公主
- 元季瑶，北魏丰亭公主
- 元子攸，魏孝庄帝
- 襄城公主
- 元子正，北魏侍中、骠骑大将军、司徒公、兼任尚书令，始平文贞王